# Cesare av Este
Cesare av Este, född 1561, död den 11 december 1628, var en monark (hertig) av Modena från 1597 till 1628. 
Cesare föddes i Ferrara och var son till Alfonso av Este och Giulia della Rovere och var kusin till Alfonso II av Este. När Alfonso dog barnlös i oktober 1597 tog Cesare över tronen i Hertigdömet Modena och Reggio. Den 30 januari 1586 gifte han sig med Virginia de Medici. När Cesare dog år 1628 efterträddes han av Alfonso III av Este. 